# Tom (Vorname)
Tom ist ein überwiegend männlicher Vorname.

## Herkunft und Bedeutung
Der Name Tom lässt sich von verschiedenen Ursprüngen herleiten.
Einerseits handelt es sich um eine Kurzform von Thomas, im Portugiesischen auch von Antonio, so z. B. Tom Jobim.
Andererseits handelt es sich bei Tom, hebräisch תּוֹם tōm, um einen geschlechtsneutralen hebräischen Vornamen, der von der gleichlautenden Vokabel „Ende“, „Einfachheit“, „Unschuld“ abgeleitet wird. Es kann sich dabei auch um eine alternative Transkription von תָּם tåm „ehrlich“, „unschuldig“ handeln.

## Verbreitung
Im ausgehenden 19. Jahrhundert zählte Tom [ˈtɑm] in den USA zu den beliebtesten Jungennamen. Obwohl er im Jahr 1911 die Top-100 der Vornamenscharts verließ, geriet er nicht völlig außer Mode. Von 1939 bis 1948 und 1958 bis 1962 fand er sich erneut in der Hitliste der 100 meistgewählten Jungennamen. Danach geriet er außer Mode. Im Jahr 1978 verließ er die Top-500 der Vornamenscharts. Zuletzt fand er sich im Jahr 1996 unter den 1000 meistgewählten Jungennamen. Im Jahr 1883 stand Tom auf Rang 817 der meistgewählten Mädchennamen der USA.
Tom [ˈtɒm] zählte in England und Wales bis 2012 zu den 200 beliebtesten Jungennamen. Von 1998 bis 2004 zählte er zur Top-100. Seitdem geriet der Name außer Mode. Im Jahr 2021 belegte er Rang 676 der Vornamenscharts. In Nordirland hingegen zählt der Name seit 2001 zu den 100 beliebtesten Jungennamen. Im Jahr 2022 belegte er Rang 71 der Hitliste.
Auch in Irland trat Tom 2001 in die Top-100 der Vornamenscharts ein und gewann seitdem an Popularität. Im Jahr 2023 stand er auf Rang 39 der Vornamenscharts.
In Belgien hat sich Tom unter den beliebtesten Jungennamen etabliert. Bis 2010 zählte er zu den 20 meistgewählten Jungennamen. Vor alle seit 2018 sank seine Popularität jedoch stark. Im Jahr 2022 belegte er Rang 73 der Hitliste, während er vier Jahre zuvor noch auf Rang 35 stand.
Der Name Tom trat in Frankreich im Jahr 1983 in die Top-500 der Vornamenscharts ein und erreichte bereits 10 Jahre später die Hitliste der 100 beliebtesten Jungennamen. Zwischen 2002 und 2018 zählte er zu den 20 meistgewählten Jungennamen des Landes. Als höchste Platzierung erreichte er in diesem Zeitraum in den Jahren 2005 und 2006 Rang 8 der Hitliste. Im Jahr 2022 stand er auf Rang 27 der Vornamenscharts.
In Israel ist der Name Tom als männlicher Vorname geläufig. Im Jahr 2020 erreichte er Rang 77 der Hitliste.
Der Name Tom [ˈtɔm] hat sich in den Niederlanden in der Top-100 der Vornamenscharts etabliert. Zuletzt sank seine Popularität, sodass er im Jahr 2023 nur noch Rang 93 der Hitliste belegte.
In Norwegen war der Name vor allem Mitte der 1950er bis Ende der 1970er Jahre beliebt. In diesem Zeitraum zählte er überwiegend zur Top-20 der Vornamenscharts, erreichte jedoch nie die Hitliste der 10 beliebtesten Jungennamen. Mit den Jahren sank seine Popularität, sodass er im Jahr 1998 zuletzt zu den 100 meistgewählten Jungennamen zählte.
Der Name Tom wird in Deutschland seit dem Ende der 1950er Jahre vergeben. Im Jahr 1965 erreichte er erstmals die Top-100 der Vornamenscharts, verlor jedoch in den folgenden Jahren wieder beachtlich an Popularität. Seit Ende der 1980er Jahre ist der Name verbreitet. Die größte Popularität erlangte er um die Jahrtausendwende. In den Jahren 1995, 1998 bis 2003 und 2007 zählte er zu den 20 beliebtesten Jungennamen des Landes. Als höchste Platzierung erreichte er im Jahr 2003 den zweiten Rang der Hitliste. Seitdem sank die Popularität des Namens. Zuletzt belegte er Rang 57 der Hitliste (Stand 2023).

## Varianten
Eine Variante der Kurzform ist Thom. Für weitere Varianten: siehe Thomas
Der hebräische Name Tom wird auch תּוֹם tōm bzw. תָּם tåm geschrieben.

## Namensträger

### Männliche Namensträger

#### A
- Tom Aage Aarnes (* 1977), norwegischer Skispringer
- Tom Abbs (* 1972), US-amerikanischer Jazzmusiker
- Tom Abel (* 1970), deutscher Astrophysiker und Kosmologe
- Tom Ackerley (* 1990), britischer Filmproduzent
- Tom Adair (1913–1988), amerikanischer Liedtexter, Drehbuchautor und Komponist
- Tom Aggar (* 1984), britischer Ruderer
- Tom Albach (1925–2020), US-amerikanischer Musikproduzent
- Tom Albrecht (* 1980), deutscher Sänger und Musiker
- Tom Alby (* 1972), deutscher Digitalexperte, Autor und Vortragsredner
- Tom Aldredge (1928–2011), US-amerikanischer Schauspieler
- Tom Allen (1840–1904), englischer Boxer in der Bare-knuckle-Ära
- Tom Allan (1891–?), schottischer Fußballspieler
- Tom Allen (* 1945), US-amerikanischer Politiker
- Tom Allen (* 1965), US-amerikanischer Opernsänger (Tenor)
- Tom Alley (1889–1953), US-amerikanischer Automobilrennfahrer
- Tom Allison (1921–2010), englischer Fußballspieler
- Tom Allom, englischer Musikproduzent und Tontechniker
- Tom Alte (* 1995), deutscher Basketballspieler
- Tom Alweendo (* 1958), namibischer Politiker
- Tom Amandes (* 1959), US-amerikanischer Schauspieler
- Tom Amarque (* 1974), deutscher Autor und Philosoph
- Tom Amstutz (* 1955), US-amerikanischer American-Football-Trainer
- Tom Andersen (1936–2007), norwegischer Psychiater und Psychotherapeut, Begründer des Reflecting Teams
- Tom Anderson (* 1961), US-amerikanischer Informatiker
- Tom Andrews (* 1954), US-amerikanischer Hürdenläufer und Sprinter
- Tom Andrews († 2022), US-amerikanischer Jazzmusiker (Schlagzeug)
- Tom Ang (* 1952), britischer Fotograf
- Tom Angelripper (* 1963), deutscher Sänger und Bassist der Band Sodom
- Tom Apostol (1923–2016), US-amerikanischer Mathematiker
- Tom Araya (* 1961), chilenisch-US-amerikanischer Sänger und Bassist der Thrash-Metal-Band Slayer
- Tom Archia (1919–1977), US-amerikanischer Jazzsaxophonist
- Tom Archibald (* 1950), kanadischer Mathematikhistoriker
- Tom Arden (1961–2015), australischer Fantasy-Schriftsteller
- Tom Armitt (1904–1972), englischer Fußball- und Rugbyspieler
- Tom Armstrong (1898–1967), englischer Fußballspieler
- Tom Arnold (* 1959), US-amerikanischer Schauspieler
- Tom Arthurs (* 1980), britischer Jazzmusiker (Trompete, Flügelhorn, Komposition)
- Tom Artin (* 1938), US-amerikanischer Jazzmusiker (Posaune) und Fotograf
- Tom Ashley (* 1984), neuseeländischer Windsurfer
- Tom Askey (* 1974), US-amerikanischer Eishockeytorwart
- Tom Astor (* 1943), deutscher Sänger, Komponist, Texter und Produzent
- Tom Atkins (* 1935), US-amerikanischer Schauspieler
- Tom Audenaert (* 1979), belgischer Schauspieler
- Tom Austen (* 1988), britischer Schauspieler

#### B
- Tom Baack (* 1999), deutscher Fußballspieler
- Tom Bacher (1941–2017), dänischer Badmintonspieler
- Tom Baker (1952–2001), australisch-US-amerikanischer Jazzmusiker
- Tom Baker (* 1934), englischer Schauspieler und Komödiant
- Tom Bancroft (* 1967), britischer Jazzmusiker (Schlagzeug, Komposition)
- Tom Banks (* 1949), US-amerikanischer Physiker
- Tom-Eric Bappert (* 1999), deutscher Eishockeyspieler
- Tom Barber (* 1991), US-amerikanischer Metal-Sänger
- Tom Barcal (* 1964), deutscher Schauspieler und Sänger
- Tom Barker (1887–1970), Gewerkschaftsführer und Politiker in Australien und Neuseeland
- Tom Barlow (1940–2017), US-amerikanischer Politiker
- Tom Barlow (1896–1983), US-amerikanischer Basketball-Spieler
- Tom Barman (* 1972), belgischer Musiker und Filmregisseur
- Tom Barnes (* 1959), US-amerikanischer Bobfahrer
- Tom Barrasso (* 1965), US-amerikanischer Eishockeytorwart, -trainer und -funktionär
- Tom Barrett (Thomas Mark Barrett; * 1953), US-amerikanischer Politiker
- Tom Barrett (Thomas More Barrett; * 1981), US-amerikanischer Politiker
- Tom Barry (1885–1931), US-amerikanischer Drehbuchautor
- Tom Bartels (* 1965), deutscher Moderator und Sportreporter
- Tom Bartels (* 1988), deutscher Schauspieler
- Tom Barth (* 1990), deutscher Biathlet
- Tom Bass (1916–2010), australischer Maler und Bildhauer
- Tom Bass (1859–1934), US-amerikanischer Pferdetrainer und Reiter
- Tom Bateman (* 1989), britischer Schauspieler
- Tom Bauer (* 1996), deutscher Fußballschiedsrichter
- Tom Baumgart (* 1997), deutscher Fußballspieler
- Tom Bayer (* 1957), deutscher Sportreporter
- Tom Beauchamp (1939–2025), US-amerikanischer Moralphilosoph
- Tom Beck (* 1978), deutscher Schauspieler und Sänger
- Tom Becker (* 1979), deutscher Radiomoderator
- Tom Becker (* 1950), US-amerikanischer Basketballtrainer
- Tom Becker (* 1981), britischer Jugendbuchautor
- Tom Beckert (1926–2017), Tonmeister
- Tom Beetz (* 1986), deutscher Nordischer Kombinierer
- Tom Bell (1933–2006), britischer Bühnen-, Film- und Fernsehschauspieler
- Tom Bell (1875–1914), schottischer Fußballspieler
- Tom Bellfort, Tontechniker
- Tom Belling jun. (1873–1934), österreichischer Clown
- Tom Belsø (1942–2020), dänischer Rennfahrer
- Tom Belz (* 1987), deutscher Bergsteiger und Musiker
- Tom Bender (1965–2018), deutscher Sportjournalist und Medienmanager
- Tom Bennecke (* 1959), deutscher Gitarrist und Komponist
- Tom Benson (1927–2018), US-amerikanischer Unternehmer und Besitzer des NFL-Teams New Orleans Saints
- Tom Berendsen, niederländischer Politiker des Christlich-Demokratischen Appells (CDA), MdEP
- Tom Berenger (* 1949), US-amerikanischer Schauspieler
- Tom Berger (* 2001), deutscher Fußballspieler
- Tom Bergeron (* 1955), US-amerikanischer Moderator und Autor
- Tom Bergner (* 2000), deutscher Handballspieler
- Tom Berkeley, irischer Filmschauspieler, Filmregisseur, Drehbuchautor und Filmschaffender
- Tom Berkmann (* 1988), deutscher Jazzmusiker (Kontrabass, Komposition)
- Tom Bertram (* 1987), deutscher Fußballspieler
- Tom Bethell (1936–2021), US-amerikanischer Wirtschaftsjournalist und Publizist
- Tom Beugelsdijk (* 1990), niederländischer Fußballspieler
- Tom Beutler (* 1946), US-amerikanischer American-Football-Spieler
- Tom Bevill (1921–2005), US-amerikanischer Soldat, Rechtsanwalt und Politiker
- Tom Beyer (1907–1981), deutscher Maler
- Tom Bianchi (* 1945), US-amerikanischer Aktfotograf
- Tom Bierschenk (* 2002), deutscher Fußballspieler
- Tom Bischof (* 2005), deutscher Fußballspieler
- Tom Martin Biseth (* 1946), norwegischer Radrennfahrer
- Tom Biss (* 1993), neuseeländischer Fußballspieler
- Tom Black (1908–1993), schottischer Fußballspieler
- Tom Bladon (* 1952), kanadischer Eishockeyspieler
- Tom Blaffert (* 1953), deutscher Journalist und Krimiautor
- Tom Blancarte (* 1979), US-amerikanischer Jazz- und Improvisationsmusiker
- Tom Blomqvist (* 1993), schwedisch-britischer Automobilrennfahrer
- Tom Blyth (* 1995), britischer Schauspieler
- Tom Boardman (* 1983), britischer Autorennfahrer
- Tom Boardman, Baron Boardman (1919–2003), britischer Politiker, Mitglied des House of Commons, Banker und Manager
- Tom Boere (* 1992), niederländischer Fußballspieler
- Tom Bogs (1944–2023), dänischer Boxer
- Tom Bohli (* 1994), Schweizer Radrennfahrer
- Tom Bolack (1918–1998), US-amerikanischer Politiker
- Tom Bolton (1943–2021), US-amerikanischer Astronom
- Tom W. Bonner (1910–1961), US-amerikanischer Physiker
- Tom Boon (* 1990), belgischer Hockeyspieler
- Tom Boonen (* 1980), belgischer Radrennfahrer
- Tom Booth-Amos (* 1996), britischer Motorradrennfahrer
- Tom Börner (* 1968), deutscher Musikpädagoge, Musiker, Autor, Komponist und Verleger
- Tom Bosley (1927–2010), US-amerikanischer Schauspieler
- Tom Bosworth (* 1990), britischer Geher
- Tom Böttcher (* 1994), deutscher Schauspieler
- Tom B. Bottomore (1920–1992), britischer Soziologe
- Tom Bouman, US-amerikanischer Autor, Lektor und Musiker
- Tom Bourdillon (1924–1956), britischer Physiker und Bergsteiger
- Tom Bower (1938–2024), US-amerikanischer Schauspieler und Produzent
- Tom Boyd (* 1965), schottischer Fußballspieler
- Tom Brabazon, irischer Politiker (Fianna Fáil)
- Tom Braden (1917–2009), US-amerikanischer Journalist und Geheimdienstagent
- Tom Bradley (1917–1998), US-amerikanischer Politiker, Bürgermeister von Los Angeles
- Tom Bradshaw (1904–1986), schottischer Fußballspieler
- Tom Bradshaw (* 1992), walisischer Fußballspieler
- Tom Brady (* 1977), US-amerikanischer American-Football-Spieler
- Tom Braidwood (* 1948), kanadischer Schauspieler, Regisseur und Filmproduzent
- Tom Brand (1917–1970), niederländischer Oratorien-, Konzert- und Liedsänger (Tenor)
- Tom Breck (* 1961), deutscher Kraftjongleur
- Tom Bresnahan (* 1965), US-amerikanisch-irischer Schauspieler und Filmproduzent
- Tom Bridgeland, britischer Mathematiker
- Tom Bridges (1871–1939), britischer Generalleutnant und Gouverneur von South Australia
- Tom Briele (* 1956), deutscher Filmemacher
- Tom Brier (* 1971), US-amerikanischer Pianist und Komponist
- Tom Briscoe (* 1990), englischer Rugby-League-Spieler
- Tom Brokaw (* 1940), US-amerikanischer Journalist
- Tom Bromilow (1894–1959), englischer Fußballspieler und -trainer
- Tom Brooke (* 1978), britischer Schauspieler
- Tom Brooking (* 1949), neuseeländischer Historiker
- Tom Brower (* 1965), US-amerikanischer Politiker
- Tom Brown (1888–1958), US-amerikanischer Jazz-Bigband-Leader
- Tom Brown (1915–1990), US-amerikanischer Schauspieler
- Tom Brown (1909–1986), englischer Fußballtorhüter
- Tom Brown (1922–2011), US-amerikanischer Tennisspieler
- Tom Browne (* 1954), US-amerikanischer Jazztrompeter und Sänger des Jazzfunk
- Tom Broznowski (* 1958), US-amerikanischer Radrennfahrer
- Tom Bruce (1952–2020), US-amerikanischer Schwimmer
- Tom Bruno (1932–2012), US-amerikanischer Jazzmusiker (Schlagzeug, Perkussion, Gesang, Flöte)
- Tom Brüntrup (* 1997), deutscher Politiker (CDU), MdL
- Tom Buckley (1928–2015), US-amerikanischer Journalist, Literatur- und Filmkritiker
- Tom Buhrow (* 1958), deutscher Journalist und Intendant
- Tom Buk-Swienty (* 1966), dänischer Historiker, Journalist und Schriftsteller
- Tom Bullus (1907–1998), englischer Motorradrennfahrer
- Tom Burke (* 1981), britischer Schauspieler
- Tom Burlinson (* 1956), australischer Schauspieler und Sänger
- Tom Burns (1913–2001), britischer Industrie- und Organisationssoziologe
- Tom R. Burns (1937–2025), US-amerikanisch-schwedischer Soziologe
- Tom Burton (* 1990), australischer Segler
- Tom Busby (1936–2003), kanadischer Schauspieler
- Tom Buschardt (* 1966), deutscher Journalist, Coach und Medientrainer
- Tom Buschke (* 1988), deutscher Fußballspieler
- Tom Bush (1914–1969), englischer Fußballspieler
- Tom Butler (* 1878), US-amerikanischer Radsportler
- Tom Butler (* 1951), kanadischer Schauspieler
- Tom Butterworth (* 1966), britischer Drehbuchautor
- Tom Byron (* 1961), US-amerikanischer Pornodarsteller

#### C
- Tom Cable (* 1964), US-amerikanischer Footballtrainer
- Tom Cairney (* 1991), schottischer Fußballspieler
- Tom Cairns (* 1952), irischer Regisseur und Drehbuchautor
- Tom Caluwé (* 1978), belgischer Fußballspieler
- Tom Campagne (* 2000), französischer Weitspringer
- Tom Campbell (* 1952), US-amerikanischer Politiker
- Tom Canning (* 1948), amerikanischer Fusionmusiker (Keyboard, Orgel, Komposition)
- Tom Canton, britisch-irischer Schauspieler und Synchronsprecher
- Tom Cardamone (* 1969), US-amerikanischer Autor
- Tom Carnase (* 1939), US-amerikanischer Schriftentwerfer, Grafikdesigner, und Typograf
- Tom Carper (* 1947), US-amerikanischer Politiker der Demokratischen Partei
- Tom Carroll (* 1992), englischer Fußballspieler
- Tom Cavanagh (1982–2011), US-amerikanischer Eishockeyspieler
- Tom Chambers (* 1959), US-amerikanischer Basketballspieler
- Tom Chaplin (* 1979), britischer Sänger, Musiker und Komponist
- Tom Chase (* 1965), US-amerikanischer Pornodarsteller
- Tom Cheek (1939–2005), US-amerikanischer Radiosprecher, Baseballberichterstatter
- Tom Cheesman (* 1961), englischer Senior Lecturer, Literaturwissenschaftler und literarischer Übersetzer
- Tom Chessell (1914–1992), australischer Ruderer
- Tom Chilton (* 1985), britischer Automobilrennfahrer
- Tom Chorlton (1882–1948), englischer Fußballspieler
- Tom Chorske (* 1966), US-amerikanischer Eishockeyspieler
- Tom Christiansen (* 1956), norwegischer Skispringer
- Tom Clancy (1947–2013), US-amerikanischer Schriftsteller
- Tom Clark (* 1971), deutscher Techno- und House-DJ, -Musiker und Labelbetreiber
- Tom C. Clark (1899–1977), US-amerikanischer Jurist und Justizminister
- Tom Clemens (* 1976), britischer Biathlet
- Tom Cleverley (* 1989), englischer Fußballspieler und -trainer
- Tom Cloet (* 1975), belgischer Autorennfahrer
- Tom Coburn (1948–2020), US-amerikanischer Politiker
- Tom Cochrane (* 1953), kanadischer Sänger und Komponist
- Tom Colbjørnsen (* 1951), norwegischer Ökonom
- Tom Cole (1922–1953), US-amerikanischer Rennfahrer
- Tom Cole (* 1949), US-amerikanischer Politiker der Republikanischen Partei
- Tom Compernolle (1975–2008), belgischer Leichtathlet
- Tom Connally (1877–1963), US-amerikanischer Politiker (Demokratische Partei)
- Tom Constanten (* 1944), US-amerikanischer Musiker
- Tom Conti (* 1941), britischer Schauspieler
- Tom Conway (1904–1967), britischer Schauspieler und Hörspielsprecher
- Tom Cooper (1874–1906), US-amerikanischer Rad- und Autorennfahrer
- Tom Cooper (* 1970), österreichischer Autor und Forscher
- Tom Cooper (1904–1940), englischer Fußballspieler
- Tom Coppola (1945–2023), amerikanischer Fusionmusiker (Piano, Arrangements)
- Tom Cora (1953–1998), amerikanischer Musiker (Cello, Komposition)
- Tom Corbett (* 1949), US-amerikanischer Politiker der Republikanischen Partei
- Tom Corcoran (* 1939), US-amerikanischer Politiker
- Tom Corcoran (1931–2017), US-amerikanischer Skirennläufer
- Tom Cordes (* 1966), niederländischer Radrennfahrer, Weltmeister im Radsport
- Tom Coronel (* 1972), niederländischer Automobilrennfahrer
- Tom Coster (* 1941), US-amerikanischer Keyboarder und Songwriter
- Tom Cotton (* 1977), US-amerikanischer Politiker
- Tom Coughlin (* 1946), amerikanischer Footballtrainer und Footballfunktionär
- Tom Courtenay (* 1937), britischer Schauspieler
- Tom Courtney (1933–2023), US-amerikanischer Mittelstreckenläufer und Olympiasieger in der 4-mal-400-Meter-Staffel
- Tom Craig (* 1995), australischer Hockeyspieler
- Tom Crepon (1938–2010), deutscher Schriftsteller
- Tom Cribb (1781–1848), englischer Bare-knuckle-Boxer
- Tom Criel (* 1983), belgischer Radrennfahrer
- Tom Critchley (1916–2009), australischer Beamter, Diplomat, Autor und Journalist
- Tom Croft (* 1985), englischer Rugby-Union-Spieler
- Tom Cross, US-amerikanischer Filmeditor
- Tom Cruise (* 1962), US-amerikanischer Schauspieler und Filmproduzent
- Tom Cullen (* 1985), britischer Schauspieler
- Tom Curran (* 1956), britisch-amerikanischer Pathologe
- Tom Curran (* 1995), englischer Cricketspieler
- Tom Curry (* 1998), englischer Rugbyspieler
- Tom Cywinski (* 1987), deutscher Politiker (CDU)

#### D
- Tom E. Dahl, Tonmeister
- Tom Daley (* 1994), englischer Wasserspringer
- Tom Daley (1884–1934), US-amerikanischer Baseballspieler
- Tom Daly (1918–2011), kanadischer Filmproduzent, Filmeditor und Filmregisseur
- Tom Danielson (* 1978), US-amerikanischer Radrennfahrer
- Tom Daschle (* 1947), US-amerikanischer Politiker
- Tom Davies (* 1998), englischer Fußballspieler
- Tom Davies (* 2003), walisischer Fußballspieler
- Tom Davison (* 1988), britischer Springreiter und ehemaliger Bassist der Band Dakota
- Tom De Mul (* 1986), belgischer Fußballspieler
- Tom de Mulder (* 1993), belgischer Squashspieler
- Tom De Sutter (* 1985), belgischer Fußballspieler
- Tom Dean (* 2000), britischer Schwimmer
- Tom DeFalco (* 1950), US-amerikanischer Comiczeichner und Chefredakteur
- Tom Deininger (1950–2022), deutscher Schauspieler, Radiomoderator und Synchronsprecher
- Tom Delahanty (1872–1951), US-amerikanischer Baseballspieler
- Tom Delaney (1889–1963), US-amerikanischer Blues-Musiker
- Tom DeLay (* 1947), US-amerikanischer Politiker
- Tom DeLonge (* 1975), US-amerikanischer Gitarrist, Sänger und Songschreiber
- Tom Deman (* 1995), belgischer Fußballspieler
- Tom DeMarco (* 1940), US-amerikanischer Autor
- Tom Dempsey, US-amerikanischer Jazzmusiker (Gitarre, Komposition)
- Tom Dempsey (1947–2020), US-amerikanischer American-Football-Spieler
- Tom Denney (* 1982), US-amerikanischer Musikproduzent
- Tom Dennis, englischer Snooker-Spieler
- Tom Derache (* 1999), französischer Bahnradsportler
- Tom Derrick (1914–1945), australischer Soldat und Träger des Victoria-Kreuzes
- Tom Devriendt (* 1991), belgischer Radrennfahrer
- Tom Dey (* 1965), US-amerikanischer Filmproduzent und -regisseur
- Tom Dice (* 1989), belgischer Singer-Songwriter
- Tom DiCillo (* 1953), US-amerikanischer Kameramann, Filmregisseur, Schauspieler, Autor
- Tom Diesbrock (* 1963), deutscher Sachbuchautor, Karrierecoach, TV-Psychologe
- Tom Digbeu (* 2001), französisch-spanischer Basketballspieler
- Tom Dillmann (* 1989), französischer Automobilrennfahrer
- Tom Dixon (* 1959), britischer Industrie- und Möbeldesigner
- Tom Dodd-Noble (* 1955), britischer Autorennfahrer und Unternehmer
- Tom Dokoupil (* 1959), deutscher Maler, Musiker, Komponist, Schauspieler und Produzent
- Tom Dolan (* 1975), US-amerikanischer Schwimmer
- Tom Donahue (1928–1975), US-amerikanischer Disc-Jockey, Produzent und Konzert-Promoter
- Tom Dooley (* 1945), US-amerikanischer Geher
- Tom Douglas, US-amerikanischer Country-Musiker und Songwriter
- Tom Dougray, schottischer Fußballschiedsrichter
- Tom Dowd (1925–2002), US-amerikanischer Tonmeister und Musikproduzent
- Tom Doyle (* 1955), US-amerikanischer Theologe
- Tom Dradriga (* 1996), ugandischer Mittelstreckenläufer
- Tom Drake (1936–2008), kanadischer Singer-Songwriter, Drehbuchautor und Regisseur
- Tom Drake (1918–1982), US-amerikanischer Schauspieler
- Tom von Dreger (1868–1948), österreichischer Maler
- Tom Driberg (1905–1976), britischer Journalist und Politiker, Mitglied des House of Commons
- Tom Drury (* 1956), US-amerikanischer Schriftsteller
- Tom Duff (* 1952), kanadischer Programmierer
- Tom Dugan (1889–1955), irisch-amerikanischer Schauspieler
- Tom Dumoulin (* 1990), niederländischer Radrennfahrer
- Tom Dunker (1969–2024), deutscher Motorrad-Bahnrennfahrer
- Tom Durkin, US-amerikanischer Fußballtrainer
- Tom Dvorak (* 1965), kanadischer Dressurreiter
- Tom Dwan (* 1986), US-amerikanischer Pokerspieler

#### E
- Tom Eagles, neuseeländischer Filmeditor
- Tom Ebert (1919–2013), US-amerikanischer Jazzposaunist des Hot Jazz
- Tom Edur (* 1954), kanadischer Eishockeyspieler
- Tom Edwards (* 2001), australischer Motorradrennfahrer
- Tom Egberink (* 1992), niederländischer Rollstuhltennisspieler
- Tom Egeland (* 1959), norwegischer Schriftsteller und Journalist
- Tom Eilers (* 1970), deutscher Jurist, Fußballfunktionär und Fußballspieler
- Tom Ellis (* 1978), britischer Schauspieler
- Tom Elmer (* 1997), Schweizer Mittelstreckenläufer
- Tom Emmer (* 1961), US-amerikanischer Politiker
- Tom Emmett (1841–1904), englischer Cricketspieler
- Tom van Endert (* 1968), deutscher Verleger, Musiker und Schriftsteller
- Tom Engelhardt (* 1944), US-amerikanischer Blogger, Medienkritiker und Herausgeber
- Tom Englén (* 1969), schwedischer Beachvolleyballspieler
- Tom S. Englund (* 1973), schwedischer Metal-Gitarrist und -Sänger
- Tom Evans (* 1968), kanadischer Triathlet und vierfacher Ironman-Sieger (2004 und 2008)
- Tom Evenson (1910–1997), britischer Langstrecken- und Hindernisläufer
- Tom Ewell (1909–1994), US-amerikanischer Schauspieler

#### F
- Tom Fabritius (* 1972), deutscher bildender Künstler
- Tom Fadden (1895–1980), US-amerikanischer Schauspieler
- Tom Fährmann (* 1956), deutscher Drehbuchautor, Fotograf und Kameramann
- Tom Farquharson (* 1992), britischer Tennisspieler
- Tom Farrell (* 1932), britischer Hürden- und Mittelstreckenläufer
- Tom Farrell (* 1944), US-amerikanischer Mittelstreckenläufer
- Tom Fawcett (* 1995), US-amerikanischer Tennisspieler
- Tom Fears (1922–2000), US-amerikanischer American-Football-Spieler und -Trainer
- Tom Fecht (* 1952), deutscher Verleger, Autor und Künstler
- Tom Feeney (* 1958), US-amerikanischer Politiker
- Tom Felleghy (1921–2005), ungarisch-italienischer Schauspieler
- Tom Felton (* 1987), britischer Schauspieler
- Tom Fenchel (* 1940), dänischer Meeresbiologe
- Tom Fergus (* 1962), US-amerikanischer Eishockeyspieler
- Tom Fiedler (* 1985), deutscher Eishockeyspieler
- Tom Finney (1922–2014), englischer Fußballspieler
- Tom Finstad, kanadischer Snookerspieler
- Tom Fischer, US-amerikanischer Jazz-Klarinettist und -Saxophonist
- Tom Fisher (* 1968), britischer Schauspieler
- Tom Fitzgerald (* 1968), US-amerikanischer Eishockeyspieler und -funktionär
- Tom Flammang (* 1978), luxemburgischer Radrennfahrer und Sportlicher Leiter
- Tom Fleischman (* 1951), US-amerikanischer Tontechniker und Toningenieur
- Tom Fleming (1927–2010), schottischer Schauspieler und Regisseur
- Tom Fleming (1951–2017), US-amerikanischer Marathonläufer
- Tom Flores (* 1937), US-amerikanischer American-Football-Spieler, -Trainer, Footballfunktionär
- Tom Florie (1897–1966), US-amerikanischer Fußballspieler
- Tom Fogerty (1941–1990), US-amerikanischer Musiker und Gitarrist (CCR)
- Tom Foley (1929–2013), US-amerikanischer Politiker
- Tom Folsom (* 1974), US-amerikanischer Autor und Journalist
- Tom Forbes (* 1993), US-amerikanischer Schauspieler und Synchronsprecher
- Tom Ford (* 1961), US-amerikanischer Modedesigner
- Tom Ford (* 1983), englischer Snookerspieler
- Tom Ford (* 1993), englischer Squashspieler
- Tom Forsyth (1949–2020), schottischer Fußballspieler
- Tom Fowler (1951–2024), US-amerikanischer Bassist der Fusionmusik
- Tom Fox (1951–2006), US-amerikanischer Friedensaktivist
- Tom Franklin (* 1963), US-amerikanischer Schriftsteller
- Tom Franz (* 1973), deutscher Rechtsanwalt, Gewinner der israelischen Kochsendung MasterChef
- Tom Fraser (1911–1988), britischer Politiker und Manager, Abgeordneter des House of Commons
- Tom Friedman (* 1965), US-amerikanischer Konzeptkünstler und Bildhauer
- Tom Fritze (* 1965), deutscher Autor
- Tom Fronza (* 1969), deutscher Musiklabel-Inhaber und Multiinstrumentalist mit dem Hauptinstrument Didgeridoo
- Tom Frost (1938–2018), US-amerikanischer Big-Wall Kletterer
- Tom Früchtl (* 1966), deutscher Künstler
- Tom Fuccello (1936–1993), US-amerikanischer Schauspieler
- Tom Fyfe (1870–1947), neuseeländischer Bergsteiger

#### G
- Tom Gaal (* 2001), deutscher Fußballspieler
- Tom Gaebel (* 1975), deutscher Sänger, Entertainer und Bandleader
- Tom Gage (1943–2010), US-amerikanischer Hammerwerfer
- Tom Gale (* 1998), britischer Leichtathlet
- Tom Gamble (* 2001), britischer Autorennfahrer
- Tom Garling (* 1965), US-amerikanischer Jazzposaunist, Arrangeur und Komponist
- Tom Garrett (1858–1943), australischer Cricketspieler
- Tom Garrick (* 1966), US-amerikanischer Basketballspieler
- Tom Garus (* 1990), deutscher Fernsehmoderator und Reporter
- Tom Gascoyne (1876–1917), britischer Radsportler
- Tom Gauld (* 1976), schottischer Cartoonist und Illustrator
- Tom Gayford (* 1928), kanadischer Spring- und Vielseitigkeitsreiter
- Tom Geerkens (* 2000), deutscher Fußballspieler
- Tom Gehrels (1925–2011), niederländisch-amerikanischer Astronom
- Tom Geißler (* 1983), deutscher Fußballspieler
- Tom Gentzsch (* 2003), deutscher Tennisspieler
- Tom Georgeson (* 1937), britischer Schauspieler
- Tom Gerber (* 1993), Schweizer Eishockeyspieler
- Tom Gerber (* 1977), Schweizer Filmregisseur und Filmeditor
- Tom Gerhardt (* 1956), deutscher Komiker und Schauspieler
- Tom Gilbert (* 1983), US-amerikanischer Eishockeyspieler
- Tom Gladdis (* 1991), britischer Automobilrennfahrer
- Tom Glavine (* 1966), US-amerikanischer Baseballspieler
- Tom Glynn-Carney (* 1995), britischer Schauspieler
- Tom Godwin (1915–1980), US-amerikanischer Science-Fiction-Autor
- Tom Goegebuer (* 1975), belgischer Gewichtheber
- Tom Gola (1933–2014), US-amerikanischer Basketballspieler
- Tom Goodman-Hill (* 1968), britischer Schauspieler
- Tom Goreau, jamaikanischer Biochemiker und Meeresbiologe
- Tom Gorence (* 1957), US-amerikanischer Eishockeyspieler
- Tom Gores (* 1964), US-amerikanischer Investor und Unternehmer
- Tom Gorman (* 1946), US-amerikanischer Tennisspieler
- Tom Götz (* 1985), deutscher Beachvolleyballspieler
- Tom Götze (* 1968), deutscher Bassist
- Tom Grambusch (* 1995), deutscher Hockeyspieler
- Tom Gramenz (* 1991), deutscher Schauspieler
- Tom J. Gramse (1940–1982), deutscher Maler, Grafiker, Fotograf und Aktionskünstler
- Tom Grant (* 1946), amerikanischer Jazzpianist und Komponist
- Tom Grant, Filmproduzent
- Tom Graves (* 1970), US-amerikanischer Politiker
- Tom Gray (1945–2019), US-amerikanischer Eisschnellläufer
- Tom Greatrex (* 1974), britischer Politiker
- Tom Green (* 1971), kanadischer Komiker, Schauspieler und Fernsehmoderator
- Tom Green (* 1991), australischer Schauspieler
- Tom Gregory (* 1995), britischer Singer-Songwriter
- Tom Grennan (* 1995), britischer Singer-Songwriter
- Tom Gries (1922–1977), US-amerikanischer Filmregisseur und Drehbuchautor
- Tom Grindberg (* 1961), britischer Comiczeichner
- Tom Grivosti (* 1999), englischer Fußballspieler
- Tom Gronau (* 1997), deutscher Schauspieler
- Tom Gröschel (* 1991), deutscher Leichtathlet
- Tom Grummett, kanadischer Comiczeichner
- Tom Guarna, US-amerikanischer Jazzmusiker (Gitarre)
- Tom Gugliotta (* 1969), US-amerikanischer Basketballspieler
- Tom Gullikson (* 1951), US-amerikanischer Tennisspieler und Tennistrainer

#### H
- Tom Habscheid (* 1986), luxemburgischer Leichtathlet
- Tom Hagedorn (* 1943), US-amerikanischer Politiker
- Tom Harald Hagen (* 1978), norwegischer Fußballschiedsrichter
- Tom Hajdu, kanadischer Filmkomponist
- Tom Hall (* 1964), US-amerikanischer Computerspiele-Programmierer
- Tom T. Hall (1936–2021), US-amerikanischer Country-Sänger, Songschreiber und Autor
- Tom Hamilton (* 1951), US-amerikanischer Rockmusiker
- Tom Hanel, US-amerikanischer Kommunalpolitiker
- Tom Hanks (* 1956), US-amerikanischer Schauspieler, Filmregisseur und Filmproduzent
- Tom Hanlon (* 1967), britischer Hindernisläufer
- Tom Hanson (1907–1970), US-amerikanischer Footballspieler
- Tom Hardy (* 1977), britischer Film- und Theaterschauspieler
- Tom Harkin (* 1939), US-amerikanischer Politiker
- Tom Harrell (* 1946), US-amerikanischer Jazztrompeter und Komponist
- Tom van Hasselt (* 1978), deutscher Klavierkabarettist
- Tom Hayden (1939–2016), US-amerikanischer Aktivist der Friedens- und Bürgerrechtsbewegung sowie kalifornischer Politiker
- Tom Haydn (* 1967), österreichischer Sänger, Liedermacher und Kabarettist
- Tom Hayes (1926–2008), irischer Filmproduzent, Filmregisseur und Drehbuchautor, Film- und Theaterschauspieler und Filmemacher
- Tom Hayes (* 1952), irischer Politiker
- Tom Hazelmyer, US-amerikanischer Musiker, Galerist und Gründer des Plattenlabels Amphetamine Reptile Records
- Tom Heaton (* 1986), englischer Fußballtorhüter
- Tom Hedegaard (1942–1998), dänischer Filmregisseur und Drehbuchautor
- Tom Hegermann (* 1960), deutscher Moderator und freier Journalist
- Tom Heinsohn (1934–2020), US-amerikanischer Basketballspieler und -trainer
- Tom van ’t Hek (* 1958), niederländischer Hockeyspieler und Trainer
- Tom Held (1889–1962), austroamerikanischer Filmeditor
- Tom Helmore (1904–1995), britisch-amerikanischer Schauspieler
- Tom Hengst (* 1996), deutscher Rapper
- Tom Hern (* 1984), neuseeländischer Schauspieler und Filmproduzent
- Tom Hicks (* 1946), US-amerikanischer Unternehmer
- Tom Hiddleston (* 1981), britischer Schauspieler
- Tom Hilde (* 1987), norwegischer Skispringer
- Tom Hillenbrand (* 1972), deutscher Journalist und Schriftsteller
- Tom Hingley (* 1965), britischer Musiker und Songwriter
- Tom Hitchcock (* 1992), englischer Fußballspieler
- Tom Hoad (* 1940), australischer Wasserballspieler und -trainer
- Tom Hoevenaars (* 1987), niederländischer Squashspieler
- Tom Høgli (* 1984), norwegischer Fußballspieler
- Tom Hohenadl (* 1995), deutscher Triathlet
- Tom Holert (* 1962), deutscher Kunsthistoriker und Publizist
- Tom Holland (* 1943), US-amerikanischer Regisseur, Filmproduzent und Drehbuchautor
- Tom Holland (* 1968), britischer Schriftsteller
- Tom Holland (* 1996), britischer Tänzer und Schauspieler
- Tom Hollander (* 1967), britischer Schauspieler und Synchronsprecher
- Tom Holmes (* 2000), englischer Fußballspieler
- Tom Holt (* 1961), britischer Fantasy-Autor
- Tom Hood (1835–1874), englischer Schriftsteller
- Tom Hooker (* 1957), US-amerikanischer Sänger und Schauspieler
- Tom Hooper (* 1972), britisch-australischer Film- und Fernsehregisseur
- Tom Hopper (* 1985), britischer Schauspieler
- Tom Hops (1906–1976), deutscher Maler und Grafiker
- Tom Horan (1854–1916), australischer Cricketspieler
- Tom Horn (1860–1903), US-amerikanischer Revolvermann
- Tom Hornbein (1930–2023), US-amerikanischer Bergsteiger
- Tom Horschel (* 1997), deutscher Eishockeyspieler
- Tom Hoßbach (* 1998), deutscher Schauspieler
- Tom Howard (1910–1985), britischer Spezialeffektdesigner
- Tom Howe (* 1977), britischer Komponist
- Tom Høyem (* 1941), dänischer Grönlandminister und Direktor mehrerer Europäischer Schulen
- Tom Huddlestone (* 1986), englischer Fußballspieler
- Tom Hughes (* 1985), britischer Schauspieler
- Tom Hulce (* 1953), US-amerikanischer Schauspieler, Theater- und Filmproduzent
- Tom Hunter, US-amerikanischer Lacrossespieler
- Tom Hunting (* 1965), US-amerikanischer Schlagzeuger
- Tom Hupke (1910–1959), US-amerikanischer American-Football-Spieler
- Tom Hurndall (1981–2004), britischer Fotojournalismus-Student und ISM-Aktivist
- Tom Hurwitz (* 1947), US-amerikanischer Kameramann und Dokumentarfilmer
- Tom Hyer (1819–1864), US-amerikanischer Boxer in der Bare-knuckle-Ära
- Tom Hyland (1952–2024), irischer Menschenrechtsaktivist

#### I
- Tom Ilube (* 1963), britischer Unternehmer, Experte für Cybersicherheit, Aktivist für Mädchenbildung und Philanthrop
- Tom Ince (* 1992), englischer Fußballspieler
- Tom Iredale (1880–1972), australischer Malakologe und Ornithologe
- Tom Irwin (* 1956), US-amerikanischer Schauspieler
- Tom Iveson (* 1983), britischer Shorttracker
- Tom Izzo (* 1955), US-amerikanischer Basketballtrainer

#### J
- Tom Jackson (* 1948), kanadischer Folk- und Countrysänger
- Tom Jager (* 1964), US-amerikanischer Schwimmer
- Tom Jahn (* 1965), deutscher Schauspieler
- Tom James (* 1984), britischer Ruderer
- Tom James (* 1987), walisischer Rugbyspieler
- Tom James (* 1996), walisischer Fußballspieler
- Tom Jansen (* 1998), deutsch-niederländischer Handballspieler
- Tom Jarvis (* 1999), englischer Tischtennisspieler
- Tom Jeffords (1832–1914), US-amerikanischer Besitzer einer kleinen Relaisstation des Pony Express
- Tom Jenkins (1797–1859), Erster farbiger Lehrer im Vereinigten Königreich
- Tom Jenkins (* 1959), kanadischer Manager und Geschäftsführer der Open Text Corporation
- Tom Jennings (* 1955), amerikanischer Informatiker
- Tom Jobim (1927–1994), brasilianischer Sänger, Pianist, Gitarrist und Komponist, siehe Antônio Carlos Jobim
- Tom Johnson (1750–1797), englischer Boxer in der Bare-knuckle-Ära
- Tom Johnson (1928–2007), kanadischer Eishockeyspieler
- Tom Johnson (1939–2024), US-amerikanischer Komponist und Musikkritiker
- Tom Johnson (* 1964), US-amerikanischer Boxer
- Tom Johnson (* 1967), kanadisch-irischer Basketballtrainer und -spieler
- Tom Johnson, US-amerikanischer Tontechniker und Toningenieur
- Tom L. Johnson (1854–1911), US-amerikanischer Politiker (Demokratische Partei)
- Tom Johnston (* 1948), US-amerikanischer Sänger und Gitarrist der Doobie Brothers
- Tom Jones (1928–2023), US-amerikanischer Musicalautor
- Tom Jones (* 1940), britischer Sänger
- Tom Jones (1943–2015), amerikanischer Automobilrennfahrer
- Tom Judson (* 1960), US-amerikanischer Schauspieler und Komponist
- Tom Jug (* 1970), slowenischer Eishockeyspieler
- Tom Jütz (1965–2020), deutscher Maler und Illustrator

#### K
- Tom Kalin (* 1962), US-amerikanischer Drehbuchautor, Filmregisseur und Filmproduzent
- Tom Kane (1878–1939), US-amerikanischer Politiker
- Tom Kane (* 1962), US-amerikanischer Synchronsprecher
- Tom Kannmacher (* 1949), deutscher Folkmusiker und Liedermacher
- Tom Kapinos (* 1969), US-amerikanischer Fernsehproduzent und Drehbuchautor
- Tom Erling Kårbø (* 1989), norwegischer Leichtathlet
- Tom Karen (1926–2022), britischer Designer
- Tom Cato Karlsen (* 1974), norwegischer Politiker
- Tom Kaulitz (* 1989), deutscher Gitarrist
- Tom J. Kealy (1927–2012), US-amerikanischer Chemiker
- Tom Keating (1917–1984), britischer Restaurator und Kunstfälscher
- Tom Keene (* 1943), kanadischer Musiker, Arrangeur und Musikproduzent
- Tom Keene (1896–1963), US-amerikanischer Schauspieler
- Tom Keifer (* 1961), US-amerikanischer Sänger, Gitarrist und Songwriter
- Tom Kelleher (1925–2011), US-amerikanischer Schiedsrichter im American Football
- Tom Keller (* 1985), Schweizer Filmemacher
- Tom Kelley (1914–1984), US-amerikanischer Fotograf
- Tom Kelly, US-amerikanischer Songwriter
- Tom Kempers (* 1969), niederländischer Tennisspieler
- Tom Kempinski (1938–2023), britischer Dramatiker und Filmschauspieler
- Tom Kennedy (1885–1965), US-amerikanischer Schauspieler
- Tom Kennedy (* 1960), amerikanischer Jazzmusiker (Kontrabass, Bassgitarre)
- Tom Kenny (* 1962), US-amerikanischer Synchronsprecher
- Tom Keune (* 1975), deutscher Schauspieler
- Tom Keylock (1926–2009), britischer Chauffeur und Transportunternehmer
- Tom Kibble (1932–2016), britischer Physiker
- Tom Kidd (1848–1884), schottischer Golfer
- Tom Kidd (* 1945), australischer Curler
- Tom Kiely (1869–1951), irischer Leichtathlet
- Tom Kierey (* 1994), deutscher Behindertensportler (Paracanoe)
- Tom Kiesche (* 1967), US-amerikanischer Schauspieler, Regisseur und Produzent
- Tom Kilburn (1921–2001), britischer Computer-Pionier
- Tom Kimber-Smith (* 1984), britischer Autorennfahrer
- Tom-Patric Kimmel (* 1990), deutscher Eishockeyspieler
- Tom Kindness (1929–2004), US-amerikanischer Politiker
- Tom Kindt (* 1970), deutscher germanistischer Literaturwissenschaftler
- Tom Kines (1922–1994), kanadischer Folk-Sänger, Volksmusiksammler und Multiinstrumentalist
- Tom King (* 1973), australischer Segler
- Tom King, Baron King of Bridgwater (* 1933), britischer Politiker (Conservative Party), Mitglied des House of Commons
- Tom Kirkwood (* 1951), britischer Biologe und Gerontologe
- Tom Kite (* 1949), US-amerikanischer Golfer
- Tom Kitt (* 1952), irischer Politiker
- Tom Kitwood (1937–1998), englischer Sozialpsychologe und Psychogerontologe
- Tom Kleffmann (* 1960), deutscher evangelischer Hochschullehrer und Theologe
- Tom Koch (* 1998), deutscher Motocrossfahrer
- Tom Koenigs (* 1944), deutscher Politiker (Bündnis 90/Die Grünen), MdB
- Tom Kohler (* 1993), kanadisch-schweizerischer Eishockeyspieler
- Tom Koivisto (* 1974), finnischer Eishockeyspieler
- Tom Kollins (1936–2020), US-amerikanischer Snooker- und Poolbillardspieler sowie Billardfunktionär und -trainer
- Tom Konkle (* 1966), US-amerikanischer Schauspieler, Synchronsprecher und Filmschaffender
- Tom Koornwinder (* 1943), niederländischer Mathematiker
- Tom Koral (* 1983), US-amerikanischer Pokerspieler
- Tom Körbler (* 1968), deutscher Musikproduzent und Audio-Engineer
- Tom Kostopoulos (* 1979), kanadischer Eishockeyspieler
- Tom Krailing, Schweizer Musiker
- Tom Krauß (* 2001), deutscher Fußballspieler
- Tom Krause (1934–2013), finnischer Opern- und Liedersänger (Bassbariton)
- Tom Kraushaar (* 1975), deutscher Verleger
- Tom Kreß (* 1967), deutscher Schauspieler
- Tom Kretzschmar (* 1999), deutscher Fußballspieler
- Tom Krey (* 1947), deutscher Maler
- Tom Kristensen (1893–1974), dänischer Autor und Literaturkritiker
- Tom Kristensen (* 1967), dänischer Automobilrennfahrer
- Tom Kühling (* 1966), deutscher Fußballspieler
- Tom Kühnel (* 1971), deutscher Theaterregisseur und -intendant
- Tom Kühnhackl (* 1992), deutscher Eishockeyspieler
- Tom Kummer (* 1961), Schweizer Journalist und Schriftsteller
- Tom Kurvers (1962–2021), US-amerikanischer Eishockeyspieler

#### L
- Tom Lacoux (* 2002), französischer Fußballspieler
- Tom Lahaye-Goffart (* 1996), belgischer Biathlet
- Tom Laidlaw (* 1958), kanadischer Eishockeyspieler
- Tom Lamberty (* 1961), deutscher Verleger
- Tom Lampert (* 1962), US-amerikanischer Politikwissenschaftler und Schriftsteller
- Tom Landgraf (* 1996), deutscher Handballspieler
- Tom Landry (1924–2000), US-amerikanischer American-Football-Spieler und -Trainer, Pilot
- Tom F. Lange (* 1963), österreichischer Schriftsteller
- Tom Lanoye (* 1958), belgischer Schriftsteller
- Tom Lantos (1928–2008), ungarisch-US-amerikanischer Politiker
- Tom Laris (* 1940), US-amerikanischer Langstreckenläufer
- Tom Lass (* 1983), deutscher Regisseur und Schauspieler
- Tom Laterza (* 1992), luxemburgischer Fußballspieler
- Tom Latham (* 1992), neuseeländischer Cricketspieler
- Tom Latham (* 1948), US-amerikanischer Politiker
- Tom Laughlin (1931–2013), US-amerikanischer Schauspieler und Filmemacher
- Tom Launhardt (1963–2016), deutscher Gitarrenbauer
- Tom Lautenschlager (* 1998), deutscher Automobilrennfahrer
- Tom Lavery (1911–1987), südafrikanischer Hürdenläufer und Sprinter
- Tom Lawrence (* 1994), walisischer Fußballspieler
- Tom Lawson (* 1979), kanadischer Eishockeytorwart
- Tom Leahy (* 1957), irischer Boccia-Spieler
- Tom Leeb (* 1989), französischer Komiker, Schauspieler, Sänger und Songwriter
- Tom van der Leegte (* 1977), niederländischer Fußballspieler
- Tom Leezer (* 1985), niederländischer Radrennfahrer
- Tom Lehel (* 1970), deutscher Schauspieler, Fernsehmoderator, Komiker und Musiker
- Tom Lehman (* 1959), US-amerikanischer Golfer
- Tom Lehmann (* 1987), deutscher Ruderer
- Tom Lehmann (* 1958), US-amerikanischer Spieleautor
- Tom Lehrer (1928–2025), US-amerikanischer Singer-Songwriter, Satiriker und Mathematiker
- Tom Leigh (1875–1914), englischer Fußballspieler
- Tom Leinster (* 1971), britischer Mathematiker
- Tom Lemke (1960–2017), deutscher Fotograf
- Tom Lenk (* 1976), US-amerikanischer Schauspieler
- Tom Leppard (1935–2016), englischer Guinness-Weltrekordler, meist tätowierter Senior der Welt
- Tom Lester (1938–2020), US-amerikanischer Schauspieler und Prediger
- Tom Levorstad (* 1957), norwegischer Skispringer
- Tom Lewis (* 1991), englischer Golfer der European Tour
- Tom Lewis (1924–2003), US-amerikanischer Politiker
- Tom Liebscher (* 1993), deutscher Kanute
- Tom Liehr (* 1962), deutscher Schriftsteller
- Tom Linnemann (* 2004), deutscher Schauspieler
- Tom Linton (1876–1915), britischer Radrennfahrer
- Tom Lipke (* 1986), deutscher Basketballspieler
- Tom Livingstone-Learmonth (1906–1931), britischer Hürdenläufer
- Tom Liwa (* 1961), deutscher Sänger und Liedermacher
- Tom Ljungman (* 1991), schwedischer Schauspieler
- Tom Locken (* 1942), US-amerikanischer Curler
- Tom Lockyer (* 1994), walisischer Fußballspieler
- Tom Loeffler (* 1946), US-amerikanischer Politiker
- Tom Lohner (* 1982), österreichischer Grafikdesigner und Künstler
- Tom London (1889–1963), US-amerikanischer Schauspieler
- Tom Long (1968–2020), australisch-amerikanischer Film- und Theaterschauspieler
- Tom Longboat (1887–1949), kanadischer Marathonläufer
- Tom Lord (* 1940), kanadischer Jazz-Diskograph
- Tom Lorenz (* 1959), deutscher Musiker und Komponist
- Tom Louderback (1933–2020), US-amerikanischer American-Football-Spieler
- Tom Lowe (* 1978), britischer Triathlet
- Tom Löwe (* 1997), deutscher Karambolagebillardspieler im Dreiband und Biathlon
- Tom Löwenthal (* 1954), niederländischer Komponist und Dirigent
- Tom Lubensky (* 1943), US-amerikanischer Physiker
- Tom Lubitz (* 1995), deutscher Nordischer Kombinierer
- Tom Luca, deutscher Synchronsprecher, Popsänger und Musikproduzent
- Tom Lucy (* 1988), britischer Ruderer
- Tom Ludwig (* 1944), US-amerikanischer Basketballtrainer
- Tom Luken (1925–2018), US-amerikanischer Politiker (Demokratische Partei)
- Tom Lüneburger (* 1973), deutscher Musiker
- Tom Lyle (1953–2019), US-amerikanischer Comiczeichner und -autor
- Tom Lysiak (1953–2016), kanadischer Eishockeyspieler

#### M
- Tom MacArthur (* 1960), US-amerikanischer Politiker
- Tom MacDonald (* 1988), kanadischer Rapper
- Tom Mack (* 1943), US-amerikanischer American-Football-Spieler
- Tom Mackintosh (* 1997), neuseeländischer Ruderer
- Tom Madsen (* 1973), Gründer von Krav Maga Survival und der German Mixed Martial Arts Federation
- Tom Malchow (* 1976), US-amerikanischer Schwimmer, Olympiasieger
- Tom Malinowski (* 1965), polnisch-US-amerikanischer Diplomat und Politiker
- Tom Malone (* 1947), US-amerikanischer Jazz- und Studiomusiker
- Tom Malutedi (* 1996), deutscher Para-Leichtathlet
- Tom Mancini (* 1998), französischer Skilangläufer
- Tom Mandl (* 1978), deutscher Schlagersänger und Schauspieler
- Tom Mandrake (* 1956), US-amerikanischer Comiczeichner
- Tom Maniatis (* 1943), US-amerikanischer Molekularbiologe
- Tom Mankiewicz (1942–2010), US-amerikanischer Drehbuchautor und Filmregisseur
- Tom Mann (1856–1941), britischer Gewerkschafter und sozialistischer Politiker
- Tom Mannewitz (* 1987), deutscher Politikwissenschaftler und Hochschullehrer
- Tom Marchese (* 1987), US-amerikanischer Pokerspieler
- Tom Marino (* 1952), US-amerikanischer Politiker
- Tom Marsters (* 1945), Kings’s Representative auf den Cookinseln
- Tom Martinsen (1957–2019), norwegischer Opernsänger (Tenor)
- Tom Marx (* 1994), niederländischer Eishockeyspieler
- Tom Masland (1950–2005), US-amerikanischer Journalist und Pulitzer-Preisträger
- Tom Mather (1888–1957), englischer Fußballspieler
- Tom Matzek (* 1964), österreichischer Journalist und Filmemacher
- Tom Mboya (1930–1969), kenianischer Gewerkschafter und Politiker
- Tom McArdle, US-amerikanischer Filmeditor
- Tom McBeath (* 1958), kanadischer Schauspieler
- Tom McBreen (* 1952), US-amerikanischer Schwimmer
- Tom McBride (1952–1995), amerikanisches Model und Schauspieler
- Tom McCabe (1954–2015), schottischer Politiker
- Tom McCall (1913–1983), US-amerikanischer Politiker
- Tom McCamus (* 1955), kanadischer Schauspieler
- Tom McCarthy (* 1966), US-amerikanischer Schauspieler, Drehbuchautor und Filmregisseur
- Tom McCarthy (* 1969), britischer Schriftsteller
- Tom McCarthy (1960–2022), kanadischer Eishockeyspieler und -trainer
- Tom C. McCarthy, Tontechniker
- Tom McCleister (* 1949), US-amerikanischer Schauspieler
- Tom McClintock (* 1956), US-amerikanischer Politiker der Republikanischen Partei
- Tom McClung (1957–2017), amerikanischer Jazzmusiker (Piano, Komposition)
- Tom McCollum (* 1989), US-amerikanischer Eishockeytorwart
- Tom McCormick (1890–1916), irischer Boxer (Weltergewicht)
- Tom McCutcheon, US-amerikanischer Westernreiter
- Tom McElwee (1957–1981), nordirischer Widerstandskämpfer und Hungerstreikender
- Tom McEvoy (* 1944), amerikanischer Pokerspieler und Pokerbuch-Autor
- Tom McEwan (* 1940), britisch-dänischer Schauspieler
- Tom McGowan (* 1959), US-amerikanischer Schauspieler
- Tom McGrath (* 1964), US-amerikanischer Synchronsprecher, Stimmenimitator und Schauspieler
- Tom McGrath (1940–2009), schottischer Dramatiker und Musiker
- Tom McGuinness (* 1941), englischer Gitarrist
- Tom McIntosh (1927–2017), US-amerikanischer Jazzmusiker
- Tom McKean (* 1963), schottischer Mittelstreckenläufer
- Tom McLoughlin (* 1950), US-amerikanischer Film- und Fernsehregisseur, Drehbuchautor und Schauspieler
- Tom McNally, Baron McNally (* 1943), britischer Politiker (Liberal Democrats), Mitglied des House of Commons
- Tom McNulty (1929–1979), englischer Fußballspieler
- Tom McRae (* 1969), britischer Sänger und Songschreiber
- Tom McTigue (* 1959), US-amerikanischer Schauspieler und Komiker
- Tom Meeusen (* 1988), belgischer Radrennfahrer
- Tom Mega (1951–2002), deutscher Rocksänger und Songwriter
- Tom Menting (* 1994), niederländischer Fußballspieler
- Tom Mercier (* 1993), israelischer Theater- und Filmschauspieler
- Tom Christian Merkens (* 1990), deutscher Fußballspieler
- Tom Mickel (* 1989), deutscher Fußballtorhüter
- Tom Middendorp (* 1960), niederländischer General
- Tom Middleton (* 1971), britischer Musiker, DJ, Remixer und Musikproduzent
- Tom Mikulla (* 1969), deutscher Schauspieler
- Tom Miller (1890–1958), schottischer Fußballspieler
- Tom Milne (1926–2005), britischer Theaterkritiker, Filmkritiker, Autor und Übersetzer
- Tom Mintier (1947–2016), US-amerikanischer Reporter und Journalist
- Tom Misch (* 1995), britischer Musiker
- Tom Mison (* 1982), britischer Schauspieler
- Tom Misson (1930–2017), britischer Geher
- Tom M. Mitchell (* 1951), US-amerikanischer Informatiker
- Tom Mix (1880–1940), US-amerikanischer Filmschauspieler, Regisseur und Produzent
- Tom Mobraaten (1910–1991), kanadischer Skispringer
- Tom Moffatt (* 1940), irischer Politiker
- Tom Moffitt (1884–1945), US-amerikanischer Hochspringer
- Tom Molineaux (1784–1818), englischer Boxer in der Bare-knuckle-Ära
- Tom Monaghan (* 1937), US-amerikanischer Unternehmer und Mäzen
- Tom Moon (* 1960), US-amerikanischer Jazzmusiker und Autor
- Tom Moore (1920–2021), britischer Offizier und Spendensammler
- Tom Moore (1904–1953), englischer Fußballspieler
- Tom Moore (1936–2020), englischer Fußballspieler
- Tom Moore (1883–1955), irisch-amerikanischer Schauspieler
- Tom Van Horn Moorehead (1898–1979), US-amerikanischer Politiker
- Tom Moosmayer (* 1979), belgischer Fußballspieler
- Tom Morahan (1906–1969), britischer Filmarchitekt, Produktionsleiter und Filmproduzent
- Tom Morello (* 1964), US-amerikanischer Gitarrist
- Old Tom Morris (1821–1908), schottischer Golfspieler, Schlägerbauer, Golfarchitekt und Greenkeeper
- Tom Morris (* 1944), kanadischer Radrennfahrer
- Young Tom Morris (1851–1875), schottischer Golfspieler
- Tom Morrison (1904–1980), schottischer Fußballspieler
- Tom Morrow, irischer Violinist und Teilnehmer am Eurovision Song Contest
- Tom Moulton (* 1940), US-amerikanischer Produzent und Remixer
- Tom van Mourik (* 1957), niederländischer Politiker (VVD)
- Tom Mueller, US-amerikanischer Raumfahrtingenieur, Vizepräsident der privaten Raumfahrtfirma SpaceX für Triebwerksentwicklung
- Tom Müller (* 1969), deutscher Saxophonist
- Tom Müller (* 1997), deutscher Fußballtorhüter
- Tom Müller, deutscher American-Football-Spieler
- Tom Müller (* 1982), deutscher Verleger, Autor und Aktivist
- Tom Murphy, US-amerikanischer Astrophysiker und Hochschullehrer
- Tom Murphy (1924–2007), US-amerikanischer Politiker
- Tom Murphy (1935–2025), US-amerikanischer Mittelstreckenläufer
- Tom Murray (1874–1935), US-amerikanischer Schauspieler
- Tom Murray (* 1969), US-amerikanischer Ruderer
- Tom J. Murray (1894–1971), US-amerikanischer Politiker
- Tom Mutters (1917–2016), niederländischer Begründer der Lebenshilfe
- Tom Muyters (* 1984), belgischer Fußballtorhüter
- Tom Myers, Tontechniker und Tongestalter

#### N
- Tom Nairn (1932–2023), britischer Politologe
- Tom Nalen (* 1971), US-amerikanischer American-Football-Spieler
- Tom Nardini (* 1945), US-amerikanischer Filmschauspieler
- Tom Nattermann (* 1993), deutscher Fußballspieler
- Tom Naumann (* 1967), deutscher Fotograf
- Tom Naumann (* 1965), deutscher Gitarrist
- Tom Neal (1914–1972), US-amerikanischer Schauspieler und Boxer
- Tom Neale (1902–1977), neuseeländischer Einsiedler und Überlebenskünstler
- Tom Neff (* 1953), US-amerikanischer Filmregisseur und -produzent
- Tom Nekljudow (* 1960), finnischer Jazzschlagzeuger
- Tom Newman (1894–1943), englischer Billiards- und Snookerspieler
- Tom Newman (* 1943), britischer Gitarrist und Musikproduzent
- Tom Nicholas (1938–2023), US-amerikanischer Jazzschlagzeuger und Perkussionist
- Tom Nicolson (1879–1951), britischer Hammerwerfer und Kugelstoßer
- Tom Nijssen (* 1964), niederländischer Tennisspieler
- Tom Kåre Nikolaisen (* 1997), norwegischer Handballspieler
- Tom-Christer Nilsen (* 1969), norwegischer Politiker
- Tom Noga (* 1960), deutscher Journalist und Autor
- Tom Nolan (1921–1992), irischer Politiker (Fianna Fáil), MdEP
- Tom Nolan, US-amerikanischer Schauspieler und Sänger
- Tom Nolan, britischer Schauspieler
- Tom Nolan (* 1948), kanadisch-US-amerikanischer Schauspieler, Journalist und ehemaliger Kinderdarsteller
- Tom Noonan (* 1951), US-amerikanischer Schauspieler, Regisseur und Drehbuchautor
- Tom Novy (* 1970), deutscher House-DJ und -Produzent
- Tom Nowicki, US-amerikanischer Schauspieler
- Tom Nütten (* 1971), US-amerikanischer American-Football-Spieler
- Tom Nyariki (* 1971), kenianischer Langstreckenläufer

#### O
- Tom Oberheiden (* 1976), deutscher Schwimmer
- Tom Ockers (* 1962), deutscher Journalist und Filmemacher
- Tom Odell (* 1990), britischer Sänger
- Tom O’Donnell (1926–2020), irischer Politiker (Fine Gael)
- Tom O’Halleran (* 1946), US-amerikanischer Politiker
- Tom O’Halloran (* 1992), australischer Sportkletterer
- Tom Okker (* 1944), niederländischer Tennisspieler
- Tom Olin (* ≈1950), US-amerikanischer Jazzmusiker (Holzblasinstrumente)
- Tom O’Regan (* 1961), US-amerikanischer Eishockeyspieler
- Tom Orgel (* 1973), deutscher Schriftsteller
- Tom Osborne (* 1937), US-amerikanischer Politiker
- Tom Ostermann (* 1968), grönländischer Politiker und Polizist
- Tom Otterness (* 1952), US-amerikanischer Bildhauer
- Tom Overton (1930–1988), US-amerikanischer Tontechniker
- Tom Henning Øvrebø (* 1966), norwegischer Fußballschiedsrichter
- Tom Owen (* 1980), britischer Oboist
- Tom Erik Oxholm (* 1959), norwegischer Eisschnellläufer
- Tom Ozanich, US-amerikanischer Toningenieur

#### P
- Tom Gordon Palmer (* 1956), US-amerikanischer Publizist
- Tom Pappas (* 1976), US-amerikanischer Leichtathlet
- Tom Parfitt (1911–1984), anglikanischer Bischof von Madagaskar
- Tom Parker (1909–1997), niederländischer Musikmanager
- Tom Parker (1897–1987), englischer Fußballspieler und -trainer
- Tom Parlon (* 1953), irischer Politiker
- Tom Patey (1932–1970), britischer Bergsteiger
- Tom Patti (* 1963), US-amerikanischer Geschäftsmann, Politiker
- Tom Pauls (* 1959), deutscher Schauspieler und Kabarettist
- Tom Paun (* 1952), serbischer Maler
- Tom Paxton (* 1937), US-amerikanischer Folksänger, Singer-Songwriter und Kinderbuchautor
- Tom Payne (* 1982), britischer Schauspieler
- Tom Hatherley Pear (1886–1972), US-amerikanischer Psychologe
- Tom Pedersen, norwegischer Radrennfahrer
- Tom Pederson (* 1970), US-amerikanischer Eishockeyspieler und -trainer
- Tom Pedigo (1940–2000), US-amerikanischer Szenenbildner
- Tom Pelphrey (* 1982), US-amerikanischer Schauspieler
- Tom Pendergast (1873–1945), US-amerikanischer Unternehmer und Politiker
- Tom Penny (* 1977), britischer Skateboarder
- Tom Perez (* 1961), amerikanischer Politiker (Demokratische Partei)
- Tom Perriello (* 1974), US-amerikanischer Politiker
- Tom Perrotta (* 1961), US-amerikanischer Autor und Drehbuchschreiber
- L. Tom Perry (1922–2015), US-amerikanischer Unternehmer und Apostel der Kirche Jesu Christi der Heiligen der Letzten Tage
- Tom Persich (* 1971), deutscher Fußballspieler
- Tom Peters (* 1942), US-amerikanischer Unternehmensberater
- Tom Petranoff (* 1958), US-amerikanisch-südafrikanischer Speerwerfer
- Tom Petri (* 1940), US-amerikanischer Politiker
- Tom Pettersson (* 1990), schwedischer Fußballspieler
- Tom Pettitt (1859–1946), britischer Jeu-de-Paume-Spieler
- Tom Petty (1950–2017), US-amerikanischer Musiker
- Tom Peuckert (* 1962), deutscher Autor, Theaterregisseur, Dokumentarfilmer und Hörspielautor
- Tom Pevsner (1926–2014), britischer Filmproduzent
- Tom Peyer (* 1954), US-amerikanischer Comicautor
- Tom Spencer Vaughan Phillips (1888–1941), britischer Admiral
- Tom Phillis (1931–1962), australischer Motorradrennfahrer
- Tom Piazza (* 1955), US-amerikanischer Schriftsteller
- Tom Piccirilli (1965–2015), US-amerikanischer Schriftsteller
- Tom Pickett (1906–1980), US-amerikanischer Politiker
- Tom Plant (* 1957), US-amerikanischer Eisschnellläufer
- Tom Platz (* 1955), US-amerikanischer Bodybuilder
- Tom Pletcher (1936–2019), US-amerikanischer Jazzmusiker (Kornett)
- Tom Plsek († 2024), US-amerikanischer Jazzmusiker (Posaune) und Hochschullehrer
- Tom Poberezny (1946–2022), US-amerikanischer Kunstflugpilot und Geschäftsmann
- Tom Pocock (1925–2007), britischer Journalist und Marinehistoriker
- Tom Pohlmann (* 1962), deutscher Schriftsteller
- Tom Pokel (* 1967), US-amerikanischer Eishockeytrainer
- Tom Rojo Poller (* 1978), deutscher Komponist
- Tom Pollock (1925–1994), kanadischer Eishockeyspieler
- Tom Pondeljak (* 1976), australischer Fußballspieler
- Tom Ponting (* 1965), kanadischer Schwimmer
- Tom Poor (1903–1965), US-amerikanischer Hochspringer
- Tom Poster (* 1981), britischer Pianist und Komponist
- Tom Poston (1921–2007), US-amerikanischer Schauspieler
- Tom Poti (* 1977), US-amerikanischer Eishockeyspieler
- Tom Powers (1890–1955), US-amerikanischer Schauspieler
- Tom Prahl (* 1949), schwedischer Fußballtrainer
- Tom Prehn, dänischer Jazzmusiker (Piano)
- Tom Preissing (* 1978), US-amerikanischer Eishockeyspieler
- Tom Price (* 1980), britischer Schauspieler, Synchronsprecher und Stand-up-Comedian
- Tom Price (* 1954), US-amerikanischer Politiker
- Tom Priestley (1917–1993), US-amerikanischer Produzent, Regisseur und Journalist
- Tom Priestley (1932–2023), britischer Filmeditor und Soundeditor
- Tom von Prince (1866–1914), deutscher Kolonialoffizier in Deutsch-Ostafrika
- Tom Prinsen (* 1982), niederländischer Eisschnellläufer
- Tom Prior (* 1990), britischer Film- und Theaterschauspieler
- Tom Prodi (* 1993), belgischer Eishockeytorwart
- Tom Pryce (1949–1977), britischer Automobilrennfahrer
- Tom Pukstys (* 1968), US-amerikanischer Speerwerfer
- Tom Purdom (1936–2024), amerikanischer Science-Fiction-Autor
- Tom Putzki, deutscher Computerspieleentwickler und Unternehmensberater
- Tom Pyatt (* 1987), kanadischer Eishockeyspieler

#### Q
- Tom Quaas (* 1965), deutscher Schauspieler und Regisseur

#### R
- Tom Rachman (* 1974), britisch-kanadischer Journalist und Schriftsteller
- Tom Raczko (* 1993), deutscher Synchronsprecher und Schauspieler
- Tom Radisch (* 1982), deutscher Schauspieler und Synchronsprecher
- Tom Railsback (1932–2020), US-amerikanischer Politiker
- Tom Rainey (* 1957), US-amerikanischer Jazz-Schlagzeuger
- Tom Rand, britischer Kostümbildner
- Tom Ransley (* 1985), britischer Ruderer
- Tom Rapnouil (* 2001), französischer Fußballspieler
- Tom Rapoport (* 1947), deutsch-amerikanischer Biochemiker
- Tom Rapp (1947–2018), US-amerikanischer Sänger und Songwriter, Frontman der Folk-Rock-Band Pearls Before Swine
- Tom Rauland (* 1958), norwegischer Skispringer
- Tom Reamy (1935–1977), US-amerikanischer Schriftsteller
- Tom Redecker (* 1958), deutscher Musiker, Musikproduzent und Labelinhaber
- Tom Reece (1873–1953), englischer Billardspieler, Schwimmer und Sachbuchautor
- Tom Reed (* 1971), US-amerikanischer Politiker (Republikanische Partei)
- Tom Reed (1901–1961), US-amerikanischer Drehbuchautor
- Tom Regan (1938–2017), US-amerikanischer Philosoph und Tierrechtler
- Tom Reichelt (* 1982), deutscher Skilangläufer
- Tom Reichelt (1920–2004), deutscher Maler
- Tom Reid (* 1946), kanadischer Eishockeyspieler
- Tom Reiss (* 1964), US-amerikanischer Historiker und Schriftsteller
- Tom Relou (* 1987), niederländischer Radrennfahrer
- Tom Renney (* 1955), kanadischer Eishockeytrainer
- Tom Reux (* 1999), französischer Diskuswerfer
- Tom Rhys Harries (* 1990), britischer Schauspieler
- Tom Rice (* 1957), US-amerikanischer Politiker
- Tom Richards (* 1994), englischer Fußballspieler
- Tom Richards (1882–1935), australisch-britischer Rugby-Union-Spieler
- Tom Richards (* 1986), englischer Squashspieler
- Tom Richards (1910–1985), britischer Leichtathlet
- Tom Richmond (1950–2022), US-amerikanischer Kameramann
- Tom Ridge (* 1945), US-amerikanischer Politiker
- Tom Riley (* 1981), britischer Schauspieler
- Tom Ritchey (* 1956), US-amerikanischer Erfinder und Radrennfahrer
- Tom Rivière (* 1988), britischer Jazzmusiker (Kontrabass)
- Tom Robbins (1932–2025), US-amerikanischer Schriftsteller
- Tom Robinson (* 1950), britischer Musiker (Bass und Gesang) und Songwriter
- Tom Robinson (1938–2012), bahamaischer Sprinter
- Tom Robyns (* 1991), belgischer Handballspieler
- Tom Rockmore (* 1942), US-amerikanischer Philosoph
- Tom Rogic (* 1992), australischer Fußballspieler
- Tom Rolf (1931–2014), schwedischer Filmeditor
- Tom Albert Rompelman (1906–1984), niederländischer Germanist und Literaturwissenschaftler
- Tom Rooney (* 1970), US-amerikanischer Politiker
- Tom Rosenberg, US-amerikanischer Filmproduzent
- Tom Rosenthal (* 1986), britischer Komponist und Singer-Songwriter
- Tom Rosenthal (1935–2014), britischer Herausgeber und Kunstkritiker
- Tom Rothe (* 2004), deutscher Fußballspieler
- Tom Rowe (* 1956), US-amerikanischer Eishockeyspieler, -trainer und -funktionär
- Tom Rudkin, Software-Entwickler
- Tom A. Rüsen (* 1974), deutscher Wirtschaftswissenschaftler, Unternehmensberater und Dozent
- Tom Rush (* 1941), US-amerikanischer Sänger und Songschreiber
- Tom Russell (* 1953), US-amerikanischer Sänger und Songwriter
- Tom C. Rye (1863–1953), Gouverneur von Tennessee

#### S
- Tom Sachs (* 1966), US-amerikanischer Künstler
- Tom Sack (* 1982), deutscher Kunsthändler und Rechtsanwalt, ehemaliger Kunstfälscher und Kunstbetrüger
- Tom Saintfiet (* 1973), belgischer Fußballspieler und -trainer
- Tom Saller (* 1967), deutscher Schriftsteller
- Tom Sancton (* 1949), amerikanischer Autor und Jazzmusiker
- Tom Sandberg (* 1955), norwegischer Nordischer Kombinierer
- Tom Sanders, britischer Mathematiker
- Tom Sanders (* 1938), US-amerikanischer Basketballspieler und -trainer
- Tom Sandvold (* 1978), norwegischer Skispringer
- Tom Sanne (* 2004), deutscher Fußballspieler
- Tom Saunders (1938–2010), US-amerikanischer Jazzmusiker
- Tom Savini (* 1946), US-amerikanischer Make-up- & Spezialeffektkünstler, Stuntman, Schauspieler und Regisseur
- Tom Sayers, Tontechniker
- Tom Sayers (1826–1865), englischer Boxer
- Tom Schaar (* 1999), US-amerikanischer Skateboardfahrer
- Tom Schanley (* 1961), US-amerikanischer Schauspieler
- Tom Scheffel (* 1994), deutscher Fußballspieler
- Tom Scheffler (* 1954), US-amerikanischer Basketballspieler
- Tom Michael Scheidung (* 1975), deutscher Jurist und politischer Beamter
- Tom Scheunemann (* 1968), deutscher Sportreporter und Medien-Unternehmer
- Tom Schildhauer (* 1988), deutscher Slampoet
- Tom Schilling (* 1982), deutscher Schauspieler
- Tom Schilling (* 1928), deutscher Choreograf
- Tom Schimmeck (* 1959), deutscher Autor und Journalist
- Tom Schlotfeldt (* 1957), deutscher Lichtdesigner
- Tom Schlüter (* 1963), deutscher Pianist, Komponist und Musikproduzent
- Tom Schmelzer (* 1966), deutscher Künstler
- Tom Schmitt (* 1929), US-amerikanischer Maler, Video- und Computerkünstler
- Tom Schneeman (1942–2021), US-amerikanischer Basketballtrainer
- Tom Schneider (* 1959), US-amerikanischer Pokerspieler
- Tom Schnell (* 1985), luxemburgischer Fußballspieler
- Tom Schoeps, deutscher Spieleautor
- Tom Scholz (* 1947), US-amerikanischer Musiker
- Tom Schönherr (* 1954), deutscher Designer
- Tom Schreiber (* 1978), deutscher Politiker (SPD), MdA
- Tom Schroeder (1938–2023), deutscher Musikjournalist und Musikveranstalter
- Tom Schuler (* 1956), US-amerikanischer Radrennfahrer und Radsporttrainer
- Tom Schulman (* 1951), US-amerikanischer Drehbuchautor
- Tom Schulz (* 1970), deutscher Lyriker und Übersetzer
- Tom Schuman (* 1958), US-amerikanischer Jazz- und Fusion-Pianist
- Tom Schuster (* 1980), deutscher Schauspieler, Musicaldarsteller und Kampfkunstlehrer
- Tom Schütz (* 1988), deutscher Fußballspieler
- Tom Schwarz (* 1994), deutscher Boxer
- Tom Schwoll (* 1966), deutscher Musiker und Songwriter
- Tom Scott (* 1948), US-amerikanischer Komponist, Arrangeur, Produzent, musikalischer Direktor und Saxophonist
- Tom Scott (* 1984), britischer Youtuber
- Tom Scott (1912–1961), US-amerikanischer Komponist und Sänger
- Tom Everett Scott (* 1970), US-amerikanischer Schauspieler
- Tom Seaver (1944–2020), US-amerikanischer Baseballspieler
- Tom Seeberg (1860–1938), norwegischer Sportschütze
- Tom Segev (* 1945), israelischer Historiker und Journalist
- Tom Segura (* 1979), amerikanischer Stand-up-Comedian, Autor, Schauspieler und Podcaster
- Tom Selleck (* 1945), US-amerikanischer Schauspieler
- Tom Sello (* 1957), deutscher Publizist
- Tom Semmler (* 1988), deutscher Theater- und Filmschauspieler, Multiinstrumentalist und Synchronsprecher
- Tom Sermanni (* 1954), schottischer Fußballspieler und -trainer
- Tom Sestito (* 1987), italo-amerikanischer Eishockeyspieler
- Tom Shadyac (* 1958), US-amerikanischer Regisseur, Filmproduzent und Autor
- Tom Shaka (* 1953), US-amerikanischer Bluesmusiker
- Tom Shakespeare (* 1966), englischer Soziologe und Bioethiker
- Tom Shankland (* 1968), britischer Drehbuchautor und Filmregisseur
- Tom Shanklin (* 1979), walisischer Rugbyspieler
- Tom Sharkey (1873–1953), irischer Boxer im Schwergewicht
- Tom Sharpe (1928–2013), britischer Schriftsteller
- Tom Shaw (1872–1938), britischer Politiker der Labour Party, Arbeits- und Kriegsminister
- Tom Sheahan (* 1968), irischer Politiker und Abgeordneter im Dáil Éireann
- Tom Shear (* 1971), US-amerikanischer Musiker und Musikproduzent
- Tom Sheehey (* 1965), US-amerikanisch-irischer Basketballspieler
- Tom Sherak (1945–2014), US-amerikanischer Filmproduzent und -funktionär
- Tom Shields (* 1991), US-amerikanischer Schwimmer
- Tom Siara (* 1990), deutscher Schwimmer und Trainer
- Tom Sietas (* 1977), deutscher Apnoetaucher
- Tom Simpson (1937–1967), englischer Radrennfahrer
- Tom Simpson (1877–1964), englischer Golfarchitekt
- Tom Simpson (* 1947), britischer Chemiker
- Tom Six (* 1973), niederländischer Regisseur, Drehbuchautor und Filmproduzent
- Tom Sizemore (1961–2023), US-amerikanischer Schauspieler
- Tom Skerritt (* 1933), US-amerikanischer Schauspieler
- Tom Skinner (* 1980), britischer Jazzschlagzeuger
- Tom Skinner (1954–2015), US-amerikanischer Countrysänger
- Tom Skroblien (* 1993), deutscher Handballspieler
- Tom-Jelte Slagter (* 1989), niederländischer Radrennfahrer
- Tom Slingsby (* 1984), australischer Segler
- Tom Smith (1920–2009), britischer Maskenbildner
- Tom Smith (1971–2022), schottischer Rugbyspieler
- Tom Smith (* 1981), englischer Musiker und Songwriter
- Tom Rob Smith (* 1979), britischer Schriftsteller
- Tom Smothers (1937–2023), US-amerikanischer Schauspieler und Musiker
- Tom Sneddon (1941–2014), US-amerikanischer Jurist, Bezirksstaatsanwalt von Santa Barbara
- Tom Sneva (* 1948), US-amerikanischer Automobilrennfahrer
- Tom Snijders (* 1949), niederländischer Statistiker
- Tom Snow (* 1947), US-amerikanischer Liedtexter und Komponist
- Tom Soares (* 1986), englischer Fußballspieler
- Tom Söderberg (* 1987), schwedischer Fußballspieler
- Tom Sommerlatte (* 1938), deutscher Unternehmensberater
- Tom Sommerlatte (* 1985), deutscher Schauspieler und Regisseur
- Tom Sorahan (* 1950), britischer Epidemiologe, Arbeits- und Umweltmediziner
- Tom Southam (* 1981), britischer Radrennfahrer, Sportlicher Leiter und Autor
- Tom Souville (1777–1839), französischer Freibeuter, Korsar und Freimaurer
- Tom Spalding, US-amerikanischer Autorennfahrer
- Tom Spanbauer (1946–2024), US-amerikanischer Schriftsteller
- Tom Spencer (1948–2023), britischer Politiker der Conservative Party
- Tom Spieß (* 1961), deutscher Filmproduzent
- Tom Spieß (* 1994), deutscher Handballspieler
- Tom Spöler (* 1988), deutscher Basketballspieler
- Tom Spring (1795–1851), englischer Boxer in der Bare-knuckle-Ära
- Tom Springfield (1934–2022), britischer Filmkomponist und Songwriter
- Tom Stacks (1899–1936), US-amerikanischer Jazzmusiker (Schlagzeug)
- Tom Stafford, US-amerikanischer Astronom
- Tom Stafford (1930–2024), US-amerikanischer Astronaut
- Tom Stallard (* 1978), britischer Ruderer und Ingenieur
- Tom Stamsnijder (* 1985), niederländischer Radrennfahrer
- Tom Standage (* 1969), englischer Wissenschaftsredakteur und Autor
- Tom Stargardt (* 1979), deutscher Wirtschaftswissenschaftler
- Tom Starke (* 1981), deutscher Fußballtorhüter
- Tom Steed (1904–1983), US-amerikanischer Politiker
- Tom Steele (1905–1979), schottischer Politiker
- Tom Steels (* 1971), belgischer Radrennfahrer
- Tom Steinbrecher (* 1980), deutscher Musiker, Hörspielproduzent und Autor
- Tom Stern (* 1946), US-amerikanischer Kameramann
- Tom Sternberg, US-amerikanischer Filmproduzent
- Tom Stewart (1892–1972), US-amerikanischer Jurist und Politiker
- Tom Steyer (* 1957), US-amerikanischer Fondsmanager, Philanthrop und Umweltschützer
- Tom Stiansen (* 1970), norwegischer Skirennläufer
- Tom Stincic (1946–2021), US-amerikanischer American-Football-Spieler
- Tom Stobart (1914–1980), englischer Bergsteiger, Kameramann, Regisseur, Autor und Experte für Kräuter und Gewürze
- Tom Stock, US-amerikanischer Schwimmer
- Tom Stohn (* 1968), deutscher Fußballspieler und -trainer
- Tom Stoltman (* 1994), britischer Strongman-Wettkämpfer
- Tom Stonier (1927–1999), deutscher Biologe, Philosoph und Informationswissenschaftler
- Tom Stoppard (* 1937), britischer Dramatiker
- Tom Storm (* 1965), schwedischer Poolbillardspieler
- Tom Stott (1899–1976), australischer Politiker, Sprecher des South Australian House of Assembly
- Tom Stout (1879–1965), US-amerikanischer Politiker
- Tom Strala (* 1974), Schweizer Künstler, Designer und Architekt
- Tom Strannegård (* 2002), schwedischer Fußballspieler
- Tom Strohbach (* 1992), deutscher Volleyballspieler
- Tom Strohschneider (* 1974), deutscher Journalist
- Tom Stromberg (* 1960), deutscher Theaterproduzent, Regisseur und Intendant
- Tom Stuart-Smith (* 1960), britischer Gartengestalter
- Tom Stubbe (* 1981), belgischer Radrennfahrer
- Tom Sturridge (* 1985), britischer Schauspieler
- Tom Sullivan (* 1947), US-amerikanischer Sänger
- Tom Sullivan (* 1973), irischer Filmschauspieler, Filmregisseur und Drehbuchautor
- Tom Sutton (1937–2002), amerikanischer Comicbuchkünstler
- Tom Sykes (* 1985), britischer Motorradrennfahrer
- Tom Szczesniak (* 1948), US-amerikanischer Musiker, Arrangeur und Komponist
- Tom Søndergaard (1944–1997), dänischer Fußballspieler

#### T
- Tom Talbert (1924–2005), US-amerikanischer Jazzpianist, Bandleader, Komponist und Arrangeur
- Tom Tall (1937–2013), US-amerikanischer Country- und Rockabilly-Musiker
- Tom Tallitsch (* 1974), US-amerikanischer Musiker (Tenorsaxophon, Klarinette, Piano, Komposition)
- Tom Tancredo (* 1945), US-amerikanischer Politiker
- Tom Tauke (* 1950), US-amerikanischer Politiker
- Tom Taylor (* 2001), britischer Schauspieler
- Tom Taylor (1817–1880), englischer Dramatiker, Journalist und Biograph
- Tom Tellez (* 1933), US-amerikanischer Leichtathletiktrainer
- Tom Tenostendarp (* 1991), deutscher Politiker (CDU), Bürgermeister der Stadt Vreden
- Tom Jefferson Terral (1882–1946), US-amerikanischer Politiker, Gouverneur von Arkansas
- Tom Thibodeau (* 1958), amerikanischer Basketballtrainer
- Tom Thieme (* 1978), deutscher Politikwissenschaftler
- Tom Thill (* 1990), luxemburgischer Cyclocross- und Straßenradrennfahrer
- Tom Tiffany (* 1957), US-amerikanischer Politiker der Republikanischen Partei
- Tom Tjaarda (1934–2017), US-amerikanischer Fahrzeugdesigner
- Tom Toelle (1931–2006), deutscher Regisseur
- Tom Tolley (* 1940), australischer Radrennfahrer
- Tom Hugo (* 1979), norwegischer Sänger und Songwriter
- Tom Toparis (* 2000), australischer Motorradrennfahrer
- Tom Towles (1950–2015), amerikanischer Schauspieler
- Tom Trabitsch (* 1981), österreichischer Fernsehmoderator, Autor und Podcaster
- Tom Trana (1937–1991), schwedischer Rallyefahrer
- Tom Troupe (1928–2025), US-amerikanischer Schauspieler
- Tom Trybull (* 1993), deutscher Fußballspieler
- Tom Tryon (1926–1991), US-amerikanischer Schauspieler, Schriftsteller
- Tom Tugendhat (* 1973), britischer Politiker der Konservativen Partei
- Tom Tully (1908–1982), US-amerikanischer Film- und Theaterschauspieler
- Tom Tupa (* 1966), US-amerikanischer American-Football-Spieler
- Tom Turesson (1942–2004), schwedischer Fußballspieler und -trainer
- Tom Turpin (1873–1922), US-amerikanischer Ragtime-Pianist und Komponist
- Tom Turtschi (* 1964), Schweizer Autor, Gestalter und Szenograf
- Tom Twers (* 1999), deutscher Sänger
- Tom Tykwer (* 1965), deutscher Filmregisseur, Filmproduzent, Filmkomponist und Drehbuchautor
- Tom Tyler (1903–1954), US-amerikanischer Schauspieler in Stumm- und Tonfilmen

#### U
- Tom Udall (* 1948), US-amerikanischer Politiker der Demokratischen Partei
- Tom Unger (* 1985), deutscher Politiker (CDU), MdL

#### V
- Tom Vallance (1856–1935), schottischer Fußballspieler
- Tom Van Asbroeck (* 1990), belgischer Radrennfahrer
- Tom Van Avermaet (* 1982), belgischer Regisseur, Drehbuchautor, Produzent und Set Decorateur
- Tom Van Den Bosch (* 1985), belgischer Cyclocrossfahrer
- Tom van der Geld (* 1947), amerikanischer Malletspieler des Modern Jazz
- Tom Van Dyck (* 1967), belgischer Jazzsaxophonist
- Tom Van Grieken (* 1986), belgischer Politiker
- Tom van Walle (* 1987), belgischer Beachvolleyballspieler
- Tom Vandendriessche (* 1978), belgischer Politiker (Vlaams Belang), MdEP
- Tom Vandenkendelaere (* 1984), belgischer Politiker, MdEP
- Tom Vander Beken (* 1968), belgischer Rechtswissenschaftler und Kriminologe
- Tom Vandergriff (1926–2010), US-amerikanischer Politiker
- Tom Vanhoudt (* 1972), belgischer Tennisspieler
- Tom Vannoppen (* 1978), belgischer Radrennfahrer
- Tom Varner (* 1957), US-amerikanischer Jazzmusiker
- Tom Vaughan-Lawlor (* 1977), irischer Schauspieler
- Father Tom Vaughn (1936–2011), US-amerikanischer Jazzmusiker (Piano) und Priester
- Tom Veelers (* 1984), niederländischer Radrennfahrer
- Tom Vek (* 1981), britischer Musiker
- Tom Velisek (* 1981), kanadischer Snowboarder
- Tom van der Ven (* 1991), niederländischer Musicaldarsteller
- Tom Verica (* 1964), amerikanischer Schauspieler, Filmregisseur und -produzent
- Tom Verlaine (1949–2023), US-amerikanischer Sänger, Gitarrist und Songwriter
- Tom Viehöfer (* 1978), deutscher Schauspieler
- Tom Vieth (1960–2018), deutscher Bluesmusiker, Sänger und Gitarrist
- Tom Villard (1953–1994), US-amerikanischer Filmschauspieler
- Tom Vilsack (* 1950), US-amerikanischer Politiker
- Tom Cato Visnes (* 1974), norwegischer Bassist
- Tom Vogt (* 1957), deutscher Synchronsprecher und Filmschauspieler
- Tom Von Ruden (1944–2018), US-amerikanischer Mittelstreckenläufer
- Tom Vraalsen (1936–2021), norwegischer Politiker und Diplomat

#### W
- Tom Waddell (1937–1987), US-amerikanischer Zehnkämpfer, Arzt und LGBT-Aktivist
- Tom Waes (* 1968), belgischer Schauspieler und Regisseur
- Tom Wahlig (* 1938), deutscher Pharmazeut
- Tom Waits (* 1949), US-amerikanischer Sänger, Komponist, Schauspieler und Autor
- Tom Walek (* 1971), österreichischer Radio- und Fernsehreporter
- Tom Walker (* 1991), schottischer Singer-Songwriter
- Tom Walkinshaw (1946–2010), schottischer Automobilrennfahrer und Rennteambesitzer
- Tom Wallisch (* 1987), US-amerikanischer Freeskier
- Tom Walls (1883–1949), britischer Schauspieler, Komiker, Regisseur und Produzent
- Tom Walsh (* 1983), US-amerikanischer Eishockeyspieler
- Tom Walsh (* 1996), schottischer Fußballspieler
- Tom Walter (1907–1953), schwedischer Schauspieler
- Tom Wandell (* 1987), schwedischer Eishockeyspieler
- Tom Ward (* 1971), britischer Schauspieler
- Tom Warhurst (1917–2004), australischer Tennisspieler
- Tom Warren (* 1951), US-amerikanischer Triathlet
- Tom Warrington (* 1952), US-amerikanischer Jazzbassist
- Tom Washington (* 1957), US-amerikanischer Basketballschiedsrichter
- Tom Watson (1859–1915), englischer Fußballtrainer
- Tom Watson (* 1949), US-amerikanischer Golfspieler
- Tom Watson (* 1967), britischer Politiker (Labour Party)
- Tom Watt (* 1935), kanadischer Eishockeytrainer
- Tom Wax (* 1972), deutscher DJ, Produzent und Remixer
- Tom Weber (* 1989), deutscher Volleyballspieler
- Tom Webster (1886–1962), britischer Karikaturist und Cartoonist
- Tom Webster (1948–2020), kanadischer Eishockeyspieler und -trainer
- Tom Wedberg (* 1953), schwedischer Schachspieler und -journalist
- Tom van Weert (* 1990), niederländischer Fußballspieler
- Tom Weilandt (* 1992), deutscher Fußballspieler
- Tom Weiskopf (1942–2022), US-amerikanischer Golfspieler
- Tom Welling (* 1977), US-amerikanischer Schauspieler
- Tom Werman (* 1945), US-amerikanischer Musikproduzent
- Tom Werneck (* 1939), deutscher Spielekritiker und Autor
- Tom Werner (* 1950), US-amerikanischer Fernsehproduzent und Geschäftsmann
- Tom Wesselmann (1931–2004), US-amerikanischer Maler, Grafiker und Objektkünstler
- Tom Westborn (* 1981), deutscher Musiker, Produzent und Sprecher
- Tom Weston-Jones (* 1987), britischer Schauspieler
- Tom Wetzel (* 1991), deutscher Handballspieler
- Tom Whedon (1932–2016), US-amerikanischer Drehbuchautor und Fernsehproduzent
- Tom White, US-amerikanischer American-Football-Schiedsrichter
- Tom Whitlock (1954–2023), US-amerikanischer Songwriter und Liedtexter
- Tom Whittaker (1898–1956), englischer Fußballspieler und -trainer
- Tom Whittaker (* 1948), britisch-US-amerikanischer Bergsteiger
- Tom Wickham (* 1990), australischer Hockeyspieler
- Tom Wiggins (1849–1908), US-amerikanischer Musiker und Komponist
- Tom Wilkens (* 1975), US-amerikanischer Schwimmer
- Tom Wilkes (1939–2009), US-amerikanischer Designer und Fotograf
- Tom Wilkinson (1948–2023), britischer Schauspieler
- Tom Williams (* 1951), kanadischer Eishockeyspieler
- Tom Williams (1962–2023), US-amerikanischer Jazzmusiker und Komponist
- Tom Williams, Baron Williams of Barnburgh (1888–1967), britischer Politiker (Labour Party)
- Tom Williamson (* 1984), englischer Fußballspieler
- Tom Williamson, Baron Williamson (1897–1983), britischer Politiker (Labour) und Gewerkschaftsfunktionär
- Tom Willis (Fußballspieler) (* 1983), australischer Fußballspieler
- Tom Willis (Rugbyspieler, 1979) (* 1979), neuseeländischer Rugby-Union-Spieler
- Tom Willis (Rugbyspieler, 1999) (* 1999), englischer Rugby-Union-Spieler
- Tom Wilmersdörffer (* 1990), deutscher Regisseur und Sänger
- Tom Wilson (1880–1965), US-amerikanischer Schauspieler
- Tom Wilson (1931–1978), US-amerikanischer Musikproduzent
- Tom Wilson (1951–2004), schottischer DJ und Musikproduzent
- Tom Wilson (* 1994), kanadischer Eishockeyspieler
- Tom Wingfield, englischer Badmintonspieler
- Tom Winters (* 1959), US-amerikanischer Automobilrennfahrer
- Tom Wintringham (1898–1949), britischer Militärhistoriker, Politiker und Journalist
- Tom Wisdom (* 1973), britischer Schauspieler
- Tom Wise (* 1948), britischer Politiker (UKIP)
- Tom Witkowski (* 1937), deutscher Schauspieler und Regisseur
- Tom Wlaschiha (* 1973), deutscher Schauspieler und Synchronsprecher
- Tom Wolf (* 1948), US-amerikanischer Politiker und Unternehmer
- Tom Wolf (* 1964), deutscher Literaturwissenschaftler und Schriftsteller
- Tom Wolfe (1930–2018), US-amerikanischer Schriftsteller, Journalist, Kunst- und Architekturkritiker und Illustrator
- Tom Wolfenden (* 1994), englischer Badmintonspieler
- Tom Wolk (1951–2010), US-amerikanischer Musiker
- Tom Wood (* 1963), US-amerikanischer Schauspieler und Musiker
- Tom Wood (* 1978), britischer Schriftsteller und Drehbuchautor
- Tom Wood, britischer Spezialeffektkünstler
- Tom Woodruff junior (* 1959), US-amerikanischer Spezialeffektkünstler, Schauspieler, Maskenbildner und Regisseur
- Tom Woods (* 1953), US-amerikanischer Hochspringer
- Tom Wopat (* 1951), US-amerikanischer Schauspieler
- Tom Wörndl (* 1989), deutscher Gitarrist
- Tom Wright (* 1952), US-amerikanischer Schauspieler und Stuntman
- Tom Wright (* 1957), britischer Architekt
- Tom Wu (* 1972), britisch-hongkong-chinesischer Schauspieler und Kampfkünstler
- Tom Wudl (* 1948), US-amerikanischer Maler und Zeichner
- Tom Wyllie (1870–1943), schottischer Fußballspieler

#### Y
- Tom Yellin (* 1953), US-amerikanischer Film- und Fernsehproduzent
- Tom A. Yon (1882–1971), US-amerikanischer Politiker
- Tom Younghans (* 1953), US-amerikanischer Eishockeyspieler, -trainer und -scout

#### Z
- Tom Zai (* 1965), Schweizer Autor und Lehrer
- Tom Zé (* 1936), brasilianischer Liedschreiber und Komponist
- Tom Zenk (1958–2017), US-amerikanischer Wrestler
- Tom Zenker (* 1971), deutscher Regisseur, Drehbuchautor und Filmeditor
- Tom Zickler (1964–2019), deutscher Filmproduzent
- Tom Ziegler (1945–2015), dänisch-kanadischer theoretischer Chemiker (Quantenchemie)
- Tom Zimmerschied (* 1998), deutscher Fußballspieler
- Tom Zirbel (* 1978), US-amerikanischer Radrennfahrer
- Tom Zola (* 1988), deutscher Military-Fiction-Autor
- Tom Zürcher (* 1966), Schweizer Schriftsteller und Werbetexter
- Tom Žurga (* 1998), slowenischer Fußballspieler

### Weibliche Namensträger
Tom Seidmann-Freud (1892–1930), österreichische Kinderbuchautorin

### Künstlername
Männliche Künstlernamen
- Commander Tom (1962–2022), deutscher Techno-DJ, Musikproduzent und Labelinhaber
- Tom of Finland (1920–1991), finnischer Künstler
- Tom TC (* 1966), österreichischer Musiker, Gitarrist, Komponist und Produzent

Weibliche Künstlername und Pseudonyme
- Lady Tom (* 1978), Schweizer Techno-DJ, Musikproduzentin und Model
- Tom Wittgen (* 1932), deutsche Krimi- und Drehbuchautorin